# Европейска комисия
Европейската комисия, известна още като Еврокомисия (съкратено ЕК), е изпълнителният орган на Европейския съюз (ЕС). Главната ѝ роля е да определя цели и приоритети за действие, да предлага закони на Парламента и Съвета, да управлява и прилага политиките на ЕС и бюджета, да налага спазването на европейското право (заедно със Съда на ЕС) и да представя ЕС извън Европа. Комисията управлява и ежедневната дейност на Съюза: прилагане на политиките, изпълнение на програмите, разходване на средствата и др.
Комисията работи подобно на правителствен кабинет, състоящ се от 27 членове – по един от всяка държава членка. За членове на ЕК, наричани неофициално комисари, обикновено се избират видни политически дейци. Въпреки че всеки от тях е излъчен от една държава членка, те се ангажират да работят в името на Съюза и независимо от националните правителства. Един от комисарите е и председател на Комисията и се назначава от Европейския съвет, след което заедно с него избира останалите комисари. Така сформираният екип на ЕК се представя на Европейския парламент, който изслушва кандидатите и одобрява цялостния състав. Понастоящем председател на Комисията е Урсула фон дер Лайен, която започва мандата си на 1 декември 2019 (Комисия „Фон дер Лайен“).
Думата комисия може да се отнася както и за екипа от комисари (тяхното заседание е Колеж на комисарите), така и за самата институция в по-широк смисъл. За да осъществяват работата в различните направления в Европейската комисия работят общо около 25 000 т.нар. еврочиновници, разпределени в т.нар. „генерални дирекции“ (ГД) и „служби“, всяка от които отговаря за определена област от политиката и се оглавява от генерален директор, който докладва направо на председателя на Комисията. Всички тези служители са разпръснати в общо 60 отделни сгради, но самите комисари и непосредствените им подчинени работят и заседават в сградата Берлемон в Брюксел, която се е превърнала в символ на Европейската комисия като цяло. Работните езици в институцията са английски, немски и френски.

## История
Европейската комисия е наследник на една от петте институции, създадени в наднационалната система на европейските общности след знаменитата декларация на френския външен министър Робер Шуман
от 9 май 1950 г. Първата изпълнителна институция в рамките на обединена следвоенна Европа е Върховният орган на Европейската общност за въглища и стомана, започнал работа през 1951 г. Оттогава институцията е претърпяла множество промени в името, правомощията, състава си. С последните поправки на учредителните договори, внесени с Договора от Лисабон, ЕК става изпълнителен орган на обединения Европейски съюз.

## Структура
Европейската комисия се състои от генерални дирекции (ГД), изпълнителни агенции и служби

### Генерални дирекции
- BUDG Бюджет
- GROW Вътрешен пазар, промишленост, предприемачество и МСП
- TAXUD Данъчно облагане и митнически съюз
- CLIMA Действия по климата
- ECHO Европейска гражданска защита и европейски операции за хуманитарна помощ
- EUROSTAT Евростат – европейска статистика
- ENER Енергетика
- SANTE Здравеопазване и безопасност на храните
- AGRI Земеделие и развитие на селските райони
- ECFIN Икономически и финансови въпроси
- DIGIT Информатика
- COMM Комуникации
- COMP Конкуренция
- DEVCO Международно сътрудничество и развитие
- HOME Миграция и вътрешни работи
- MOVE Мобилност и транспорт
- Морско дело и рибарство
- RTD Научни изследвания и иновации
- EAC Образование, младеж, спорт и култура
- ENV Околна среда
- NEAR Политика за съседство и преговори за разширяване
- JUST Правосъдие и потребители
- REGIO Регионална и селищна политика
- JRC Съвместен изследователски център
- CONNECT Съобщителни мрежи, съдържание и технологии
- EMPL Трудова заетост, социални въпроси и приобщаване
- TRADE Търговия
- FISMA Финансова стабилност, финансови услуги и съюз на капиталовите пазари
- HR – Човешки ресурси и сигурност
- Писмени преводи
- Устни преводи

### Изпълнителни агенции
- INEA Изпълнителна агенция за иновации и мрежи
- EASME Изпълнителна агенция за малките и средните предприятия
- REA Изпълнителна агенция за научни изследвания
- EACEA Изпълнителна агенция за образование, аудиовизия и култура
- CHAFEA Изпълнителна агенция за потребителите, здравеопазването, селското стопанство и храните
- ERC Изпълнителна агенция на Европейския научноизследователски съвет

### Служби
- Библиотека и център за електронни ресурси
- PMO - Управление и плащане по индивидуални права
- SG - Генерален секретариат
- Длъжностно лице за защита на данните
- OLAF - Европейска служба за борба с измамите
- EPSO - Европейска служба за подбор на персонал
- EPSC - Европейски център за политическа стратегия
- FPI - Инструменти в областта на външната политика
- OIB - Инфраструктура и логистика в Брюксел
- OIL - Инфраструктура и логистика в Люксембург
- Служба Правна
- Работна група за подготовката и провеждането на преговорите с Обединеното кралство по реда на член 50 от ДЕС
- Служба за вътрешен одит
- Служба за исторически архиви
- Служба за подкрепа на структурните реформи
- OP - Служба за публикации

## Избор на ЕК
Веднъж на всеки пет години се назначава нов екип от комисари (по един от всяка страна членка). Европейският съвет номинира кандидат за председател на Комисията, който трябва да бъде одобрен с мнозинство от членовете на Европейския парламент. Ако европейските депутати отхвърлят кандидатурата, Съветът разполага с един месец, за да предложи нова. Избраният председател избира комисарите и техните ресори измежду кандидатите, предложени от всяка от страните-членки. След това списъкът с комисари трябва да бъде одобрен с квалифицирано мнозинство най-напред от Съвета на министрите, а след това и от Парламента. Ако Парламентът приеме списъка, новата Комисия се назначава официално от Съвета.

## Комисия 2014 – 2019
Съставът на Европейската комисия за периода 2014 – 2019 е одобрен от Парламента на 22 октомври 2014 и официално назначена по време на срещата на Европейския съвет на 23 – 24 октомври. Встъпването в длъжност на новата Комисия става на 1 ноември 2014, а петгодишният ѝ мандат изтича на 31 октомври 2019 г.
Тя се състои от колегиума на 28-те членове, включително председателя и 7 заместник-председатели. Комисарите са по един от всяка държава в ЕС и всеки носи отговорност за конкретни области на политиката. При избора на комисари стремежът на председателя Юнкер е да има равнопоставеност във всяко отношение – на половете, на партиите и т.н.
Дневният ред на комисията за първи път е организиран не само по отделните области на политиките, но и с групирането на отделните комисари в проектни екипи („Project Teams“), като всеки от тях се оглавява от един от заместник-председателите.
Комисията Юнкер посочва следните три основни приоритета:
- Заетост, растеж и инвестиции[15]
- Цифров единен пазар[16]
- Енергиен съюз[17]

Наред с тях има и други приоритети, общо 10 на брой, като заявената цел е възстановяване на доверието и доказване, че комисията ще работи по различен начин от предшествениците си

## Комисия 2019 – 2024
Комисията „Фон дер Лайен“ действа от 1 декември 2019 година. Неин председател е Урсула фон дер Лайен, а членове са 26 комисари (по един от всяка страна-членка на Европейския съюз, с изключение на Германия, чийто представител е Фон дер Лайен, и Великобритания, която не представя свой кандидат в подготовка за Брекзит).